# Каменка (Можайский район)
Каменка — деревня в Можайском районе Московской области в составе Порецкого сельского поселения. Численность постоянного населения по Всероссийской переписи 2010 года — 12 человек. До 2006 года Каменка входила в состав Синичинского сельского округа.
Деревня расположена на западе района, примерно в 5 км к северу от Уваровки, на левом берегу реки Лусянка (приток Москва-реки), высота центра над уровнем моря 229 м. Ближайшие населённые пункты — Тиунцево на востоке, Рогачёво на юге и Лыкшево на западе.